# Stenostephanus sanguineus
Stenostephanus sanguineus là một loài thực vật có hoa trong họ Ô rô. Loài này được (Willd. ex Nees) Wassh. miêu tả khoa học đầu tiên năm 1999.